# 長谷川双魚
長谷川 双魚（はせがわ そうぎょ、1897年11月19日－1987年11月8日）は、俳人。本名・謙三。岐阜県安八郡墨俣町に生まれる。岐阜薬科大学教授、東海女子短期大学教授等を歴任。1942年、日本画家であった弟朝風（ちょうふう）の勧めで俳句をはじめ、飯田蛇笏の「雲母」に入会、1951年同人。1971年、木下青嶂の死去をうけて「青樹」（せいじゅ）主宰を継承。1986年句集『ひとつとや』で第20回蛇笏賞を受賞。他の句集に『風形』など。1987年11月8日死去、89歳。没後「青樹」主宰は妻の長谷川久々子が継いだ。